# Ossibia murina
Ossibia murina är en skalbaggsart som först beskrevs av Gerstaecker 1855.  Ossibia murina ingår i släktet Ossibia och familjen långhorningar.
Artens utbredningsområde är:
- Kenya.
- Mali.
- Moçambique.
- Niger.
- Zimbabwe.

Inga underarter finns listade i Catalogue of Life.